# Глен Осборн (Пенсилванија)
Глен Осборн (енгл. Glen Osborne) град је у америчкој савезној држави Пенсилванија.

## Демографија
По попису из 2010. године број становника је 547.
| Група             | 2000.    | 2010.       |
| Белци             | 0 (0,0%) | 520 (95,1%) |
| Афроамериканци    | 0 (0,0%) | 9 (1,6%)    |
| Азијати           | 0 (0,0%) | 10 (1,8%)   |
| Хиспаноамериканци | 0 (0,0%) | 3 (0,5%)    |
| Укупно            | 0        | 547         |